# Ontinyent
Ontinyent (em valenciano e oficialmete) ou Onteniente (em castelhano) é um município da Espanha, na comarca de Vall d'Albaida, província de Valência e Comunidade Valenciana. Tem 125,43 km² de área e em 2021 tinha 35 946 habitantes (densidade: 286,6 hab./km²).